# Вестмас
Вестмас (нід. Westmaas, нід. вимова: [ʋɛstˈmaːs]) — село в нідерландській провінції Південна Голландія. Входить до муніципалітету Гуксе-Вард.
Його площа становить 7,39 км², а населення станом на 2021 рік складало 2 095 осіб.
До 1984 року мало статус окремого муніципалітету.

## Галерея

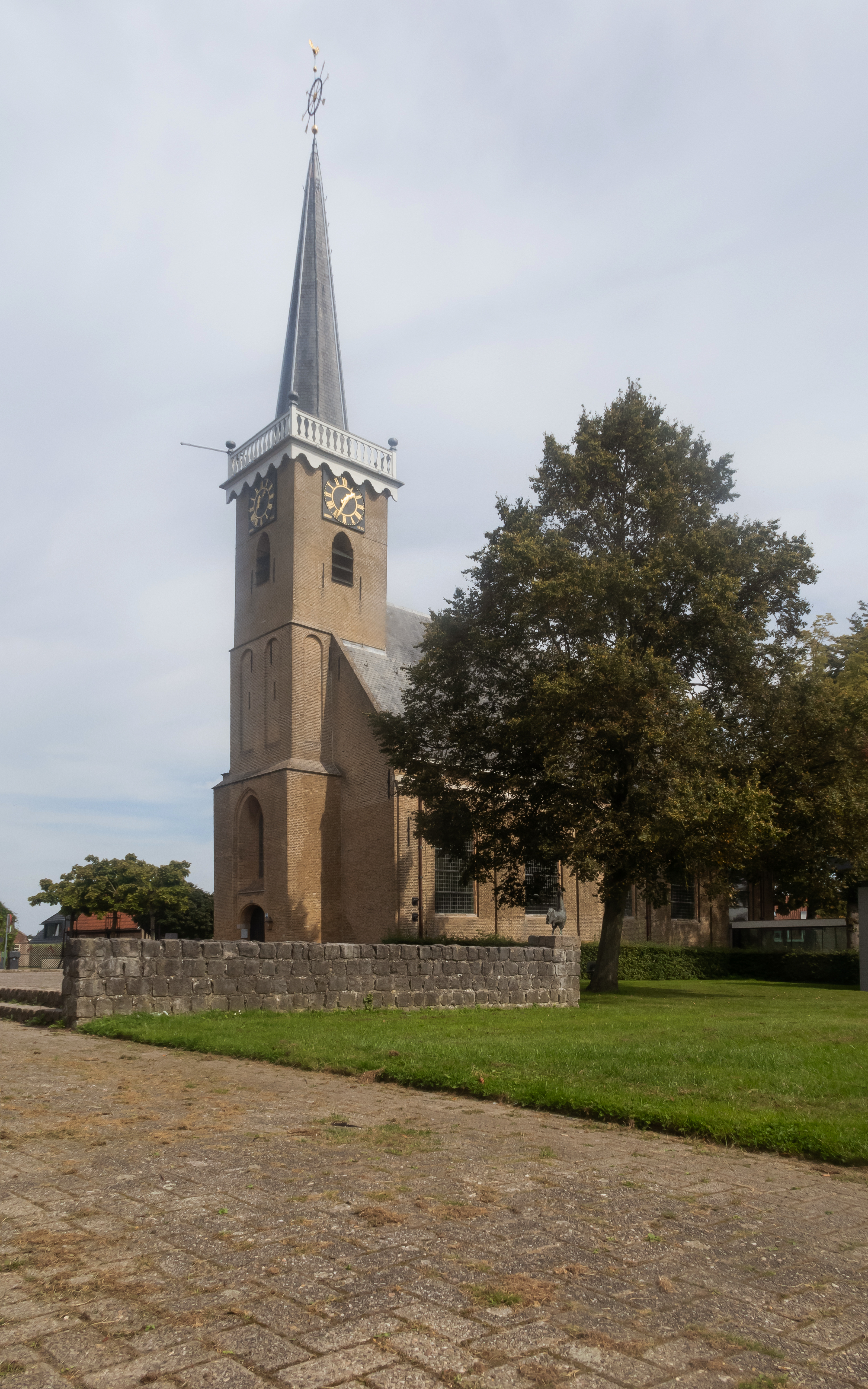
Реформистська церква у Вестмасі
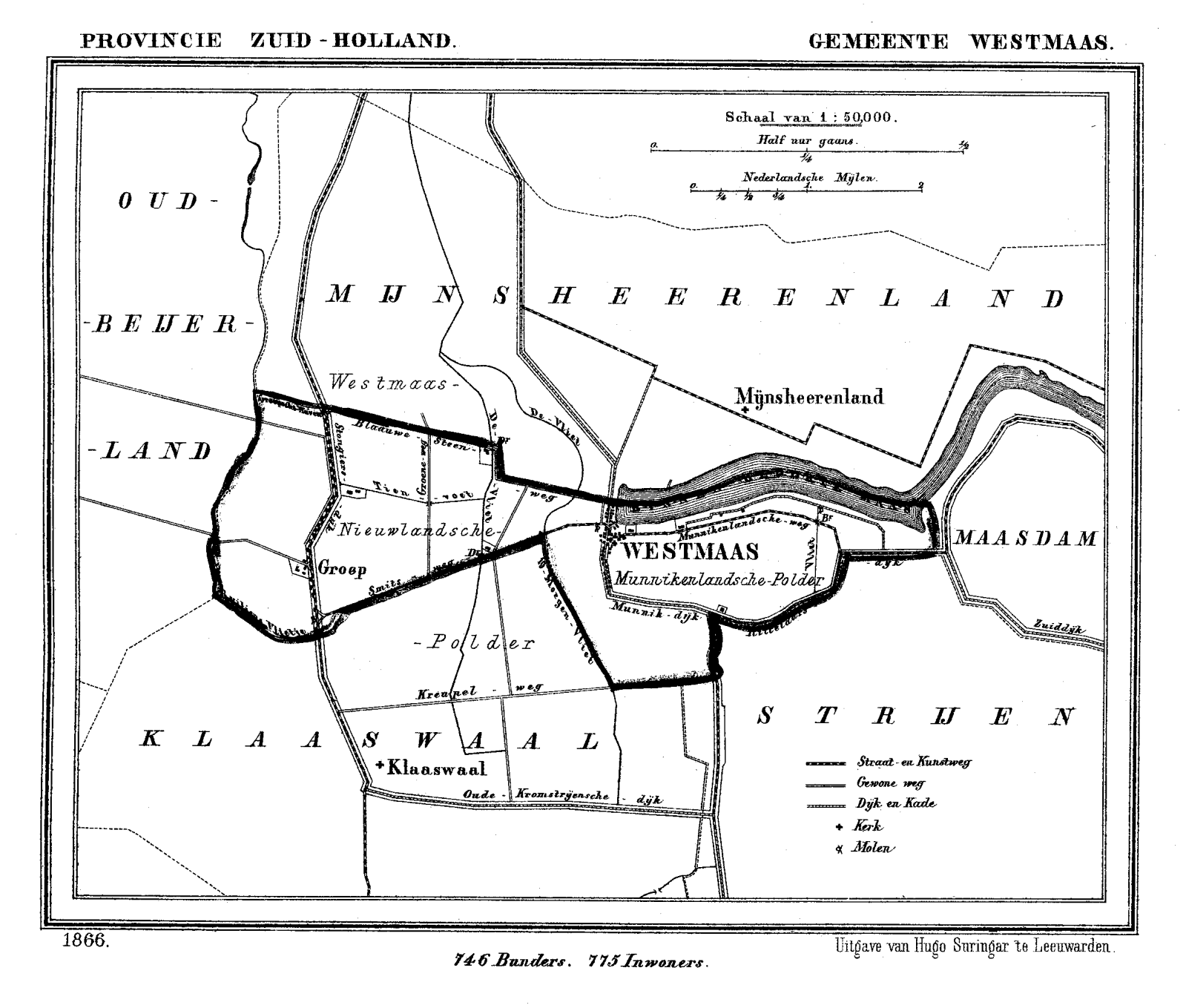
Історична мапа Вестмасв (1866)
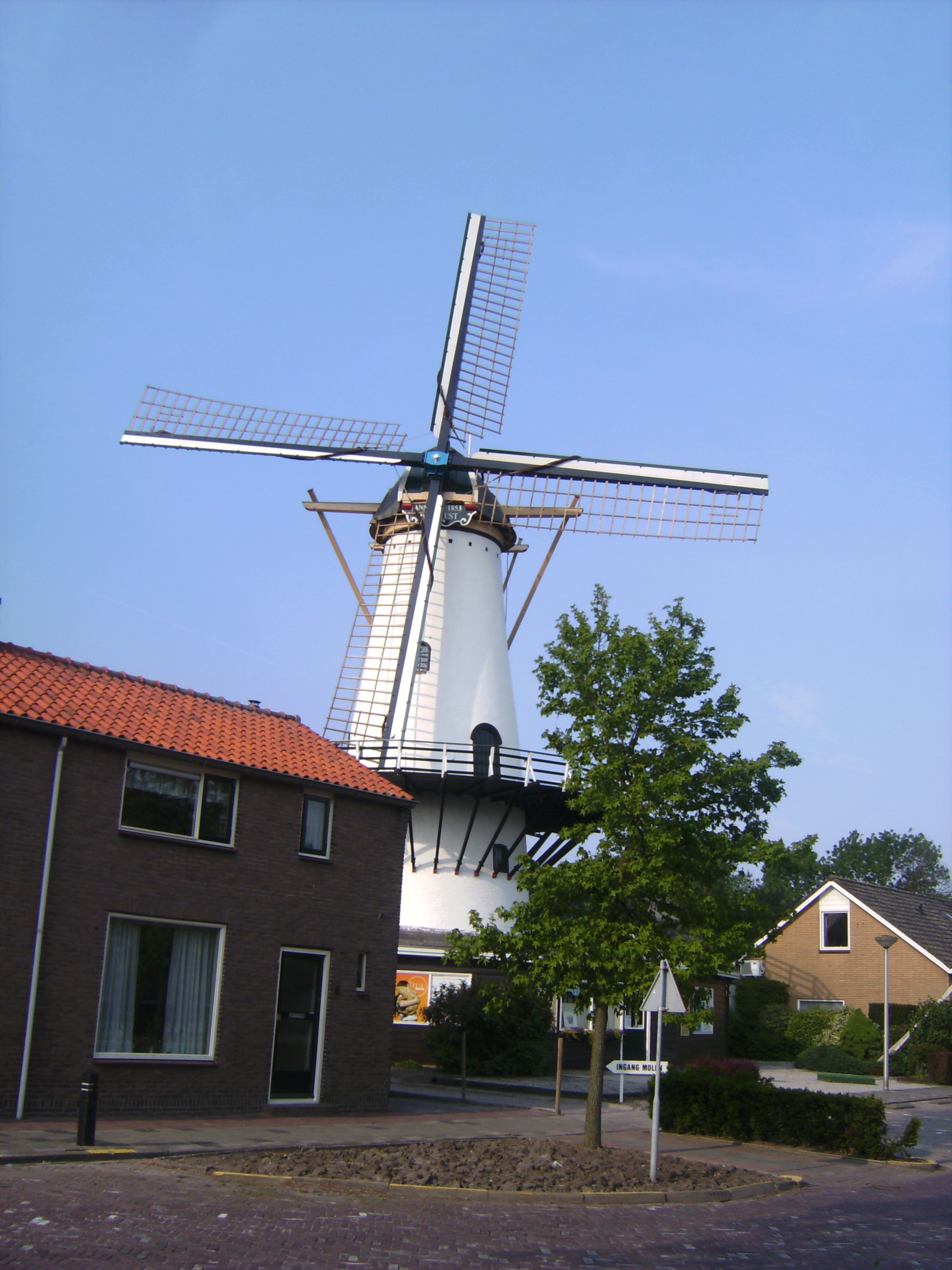
Вітряк Windlust